# 聽覺過敏
聽覺過敏是一種聽力障礙，是聽覺系統異常敏銳而失去對聲音的忍受度，以及適聽範圍(dynamic range)明顯的降低，有時也會伴隨著耳鳴和耳痛，患有聽覺過敏者難以忍受日常的聲音，這些聲音變得痛苦跟響亮，嚴重者會影響日常生活。

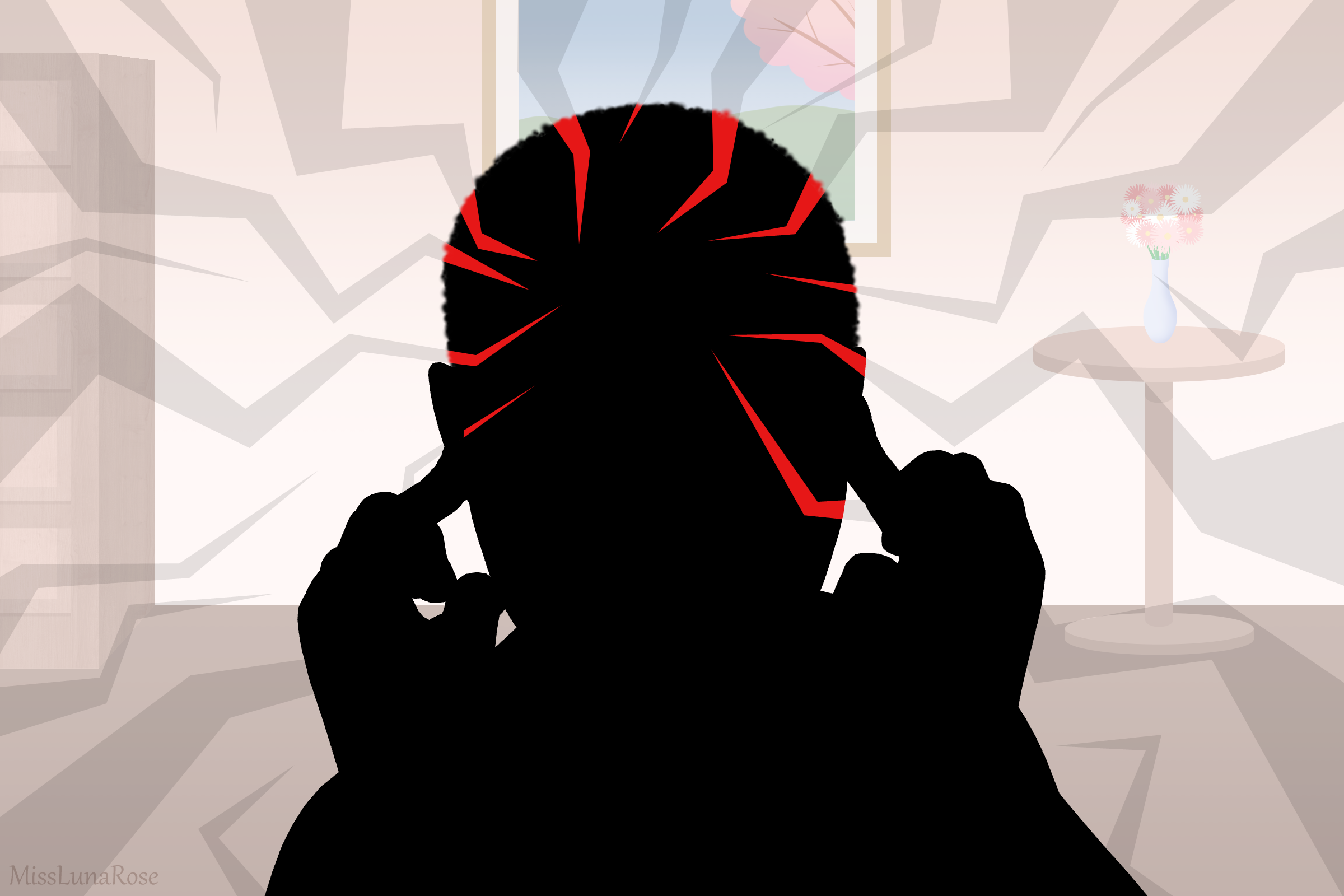
聽覺過敏

## 聽覺過敏定義
H.B.Perlman在1938年第一次提出聽覺過敏（hyperacusis)概念。Tyler等人於2008年提出以下數種對於聽覺過敏的名詞定義：

### 響度型聽覺過敏（Loudness Hyperacusis）
對於聽力正常者為輕度或中度的聲音，於患者而言卻是非常大聲，即是響度型聽覺過敏。

### 煩惱型聽覺過敏（Annoyance Hyperacusis）
煩惱型聽覺過敏是指對聲音產生負面的情緒反應，這樣的反應通常是針對特別的聲音、特定類別的聲音才會出現，是無所不在且持續性的（並非偶發式），這種負面情緒反應會產生焦慮、緊張、刺激的表現。

### 恐懼型聽覺過敏（Fear Hyperacusis）
恐懼型聽覺過敏是指一種對聲音產生厭惡的反應，會做出迴避的行為。反應通常是針對特別的聲音、特定類型聲音，恐懼型聽覺過敏會使患者採取迴避行動避免該情境發生、避免去會產生該聲音的地方，例如餐廳、健身房，會使他們減少社交、工作等參與。

### 疼痛型聽覺過敏（Pain Hyperacusis）
相對於聽力正常者而言，患者對於低強度的聲音會感到疼痛（正常人的聲壓級為120左右），是嚴重性較高的類型，目前仍不清楚因為疼痛閾值變低抑或是有不同的生理機制導致的。疼痛型聽覺過敏需與跟聲音無關的耳朵疾病所造成的疼痛作區隔。

## 造成聽覺過敏的原因
- 偏頭痛[6]
- 憂鬱
- 創傷後壓力症候群[6][7]
- 頭部外傷[6]
- 萊姆病[6]
- 威廉氏症候群[6][8]
- 纖維肌痛
- 愛迪生氏症
- 自閉症
- 重症肌無力
- 中大腦血管瘤
- 內淋巴積水[9]
- 全身性紅斑狼瘡[10]
- 精神長期緊張

## 治療方法
首先要分辨是何種類型的聽覺過敏，因為不同類型的症狀不同，治療方式也不同。許多患者對聽覺過敏的第一個反應便是保護耳朵以及遠離聲音，通常會使用耳塞和耳罩去隔離聲音，殊不知在使用工具來減低聲音經聽覺系統傳入大腦的音量，反而會進一步讓聲音在大腦中被代償性地放大加強(increase central gain)，反而會使聽覺過敏更嚴重。

### 認知行為治療法（cognitive behavioral therapy ,CBT）
讓患者改變對那些聲音的認知和情緒反應，減少過度的生理反應。

### 耳鳴減敏療法（tinnitus retraining therapy, TRT）
以連續性的接觸寬頻噪音使患者可以重新建立對聲音的接受度。

### 使用聽力保護策略（Hearing Protection）
主動式聽力保護裝備可以在不減弱低到對話強度的聲音情況下，減弱較高強度的聲音。

## 盛行率
由於聽覺過敏可以單獨發生也可能是其他疾病的併發症，因此臨床上很難有確實的數字，但是耳鳴與聽覺過敏有高度關聯，耳鳴的患者患有聽覺過敏的機率約40%，有聽覺過敏的患者患有耳鳴的機率為86%，因此有學者推測兩者有相同的發病機制。